# Gabrielle Niel
Pour les articles homonymes, voir Niel.
Marie Gabrielle Niel, née à Poligny le 12 mai 1831 et morte à Paris (5e arrondissement) le 4 avril 1919, est une graveuse aquafortiste française, qui fut élève de Charles Meryon.

## Biographie
Marie Gabrielle Niel naît à Poligny le 12 mai 1831.
Fille de Paul Gabriel Jules Niel (1800-1872), sous-préfet de l'arrondissement de Poligny, bibliothécaire du ministère de l’Intérieur, par ailleurs bibliographe, grand collectionneur de gravures, et ami de Charles Meryon,, Gabrielle apprend à dessiner avec l'ami de son père, Charles-Émile Wattier. Elle fait ensuite ses débuts de graveuse, maîtrisant la technique de l'eau-forte, sous la direction de Meryon qu'elle assistera dans ses derniers jours,.
Âgée de 29 ans, elle réalise l'ascension de l’Aneto dans les Pyrénées le 28 juillet 1860.
Elle présente son travail au Salon de Paris en 1866, une eau-forte intitulée L'Hôtel-Dieu de Paris ; son adresse parisienne mentionne le 10 du boulevard Saint-Germain. Cette gravure remonte à 1863 et est, selon Loÿs Delteil, entièrement de sa main. Dans la foulée, elle est éditée par Alfred Cadart, dont deux premières séries, des Vues de Paris, soit près de quinze eaux-fortes,.
Gabrielle Niel entreprend avant 1870, un voyage en Algérie dont elle rapporte des paysages gravés d'après nature. Ces eaux-fortes seront également publiées chez Cadart en 1872. Elle a également voyagé en Italie, et composé des vues gravées d'après Gênes et Venise.
Paul Leroi, directeur de la revue L'Art défendit son travail en publiant en 1894 plusieurs de ses gravures.
Gabrielle Niel a exposé de nouveau au Salon en 1870, 1874 et 1877.
En mai 1899, ses planches sont présentées en compagnie de celles de Rosa Bonheur et de Marie Gautier, dans le cadre de l’Exposition des femmes graveuses de Dresde.
Elle meurt à Paris le 4 avril 1919 et est inhumée au Cimetière du Père-Lachaise le 7 avril suivant.

## Galerie

Eaux-fortes de Gabrielle Niel
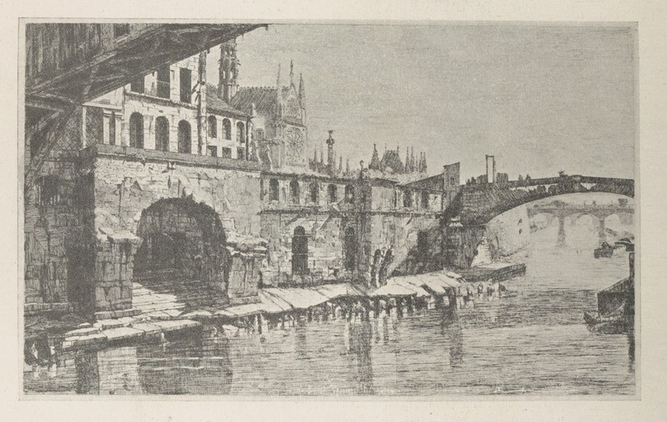
Restes gothiques de l'Hôtel-Dieu, 1863-1866.
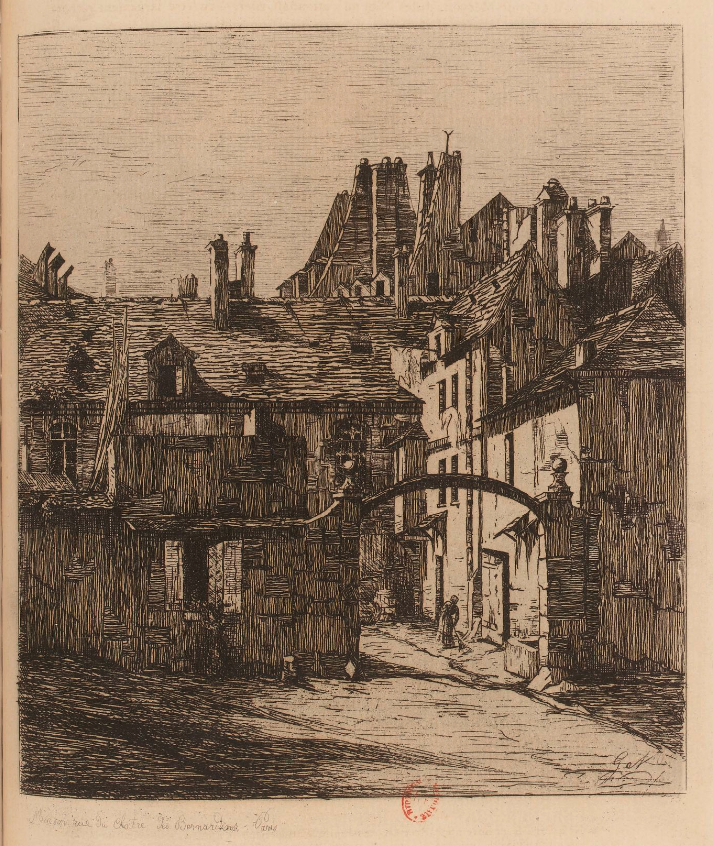
Maisons rue du Cloître des Bernardins, 1866.
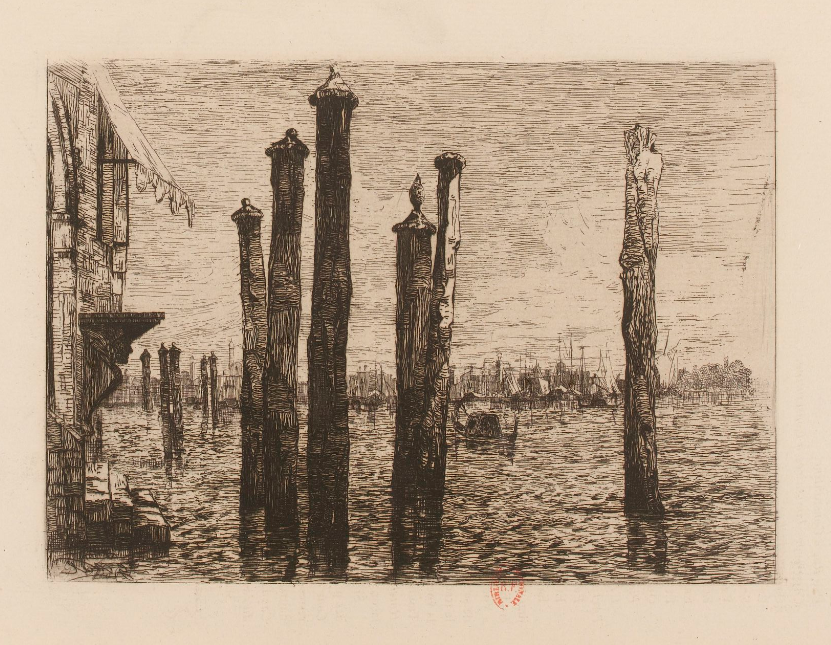
Piquets à Venise, 1869.
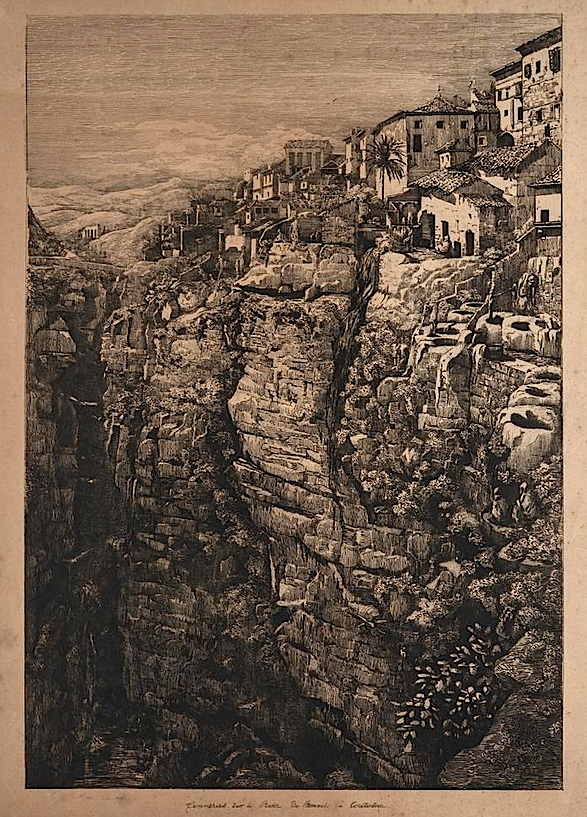
Vue des tanneries sur le ravin de Rummel, à Constantine, 1870-1872.